# Цибори (Піський повіт)
Цибори (пол. Cibory, нім. Steinen) — село в Польщі, у гміні Біла Піська Піського повіту Вармінсько-Мазурського воєводства.
Населення — 87 осіб (2011).

## Демографія
Демографічна структура станом на 31 березня 2011 року:
|          | Загалом | Допрацездатний вік | Працездатний вік | Постпрацездатний вік |
| -------- | ------- | ------------------ | ---------------- | -------------------- |
| Чоловіки | 45      | 12                 | 31               | 2                    |
| Жінки    | 42      | 14                 | 23               | 5                    |
| Разом    | 87      | 26                 | 54               | 7                    |